# さえき景弘くん
さえき景弘くん（さえきかげひろくん）は、広島県広島市佐伯区の公式マスコットキャラクター。

## 概要
NHK大河ドラマ「平清盛」の放映に合わせた観光キャンペーンとして誕生した。平清盛の親交があったことで知られる、佐伯景弘がモチーフとなっている。漫画家の甲斐さゆみによってデザインされ、市と商工会が依頼をしたという。子供むけの2頭身タイプも存在する。
2014年の佐伯区での舞台に、さえき景弘くんの着ぐるみが登場したが、その劣化が指摘された。

## 活動
- 佐伯区の案内マップとして「さいき景弘くん ふれあいウォーキング」が配布されている[4]。
- 「佐伯景弘まつり」では、うちわ等に姿が描かれ野外ステージにも出演[5]。
- 広島県公式マスコットキャラクター「ひろしま清盛」とのシールが1000円で販売されている[6]。
- その他、顔出し看板も設置されている。